# Pembroke Square (Oxford)
Pembroke Square è una piazza della città di Oxford, situata ad ovest della strada di St Aldate's.

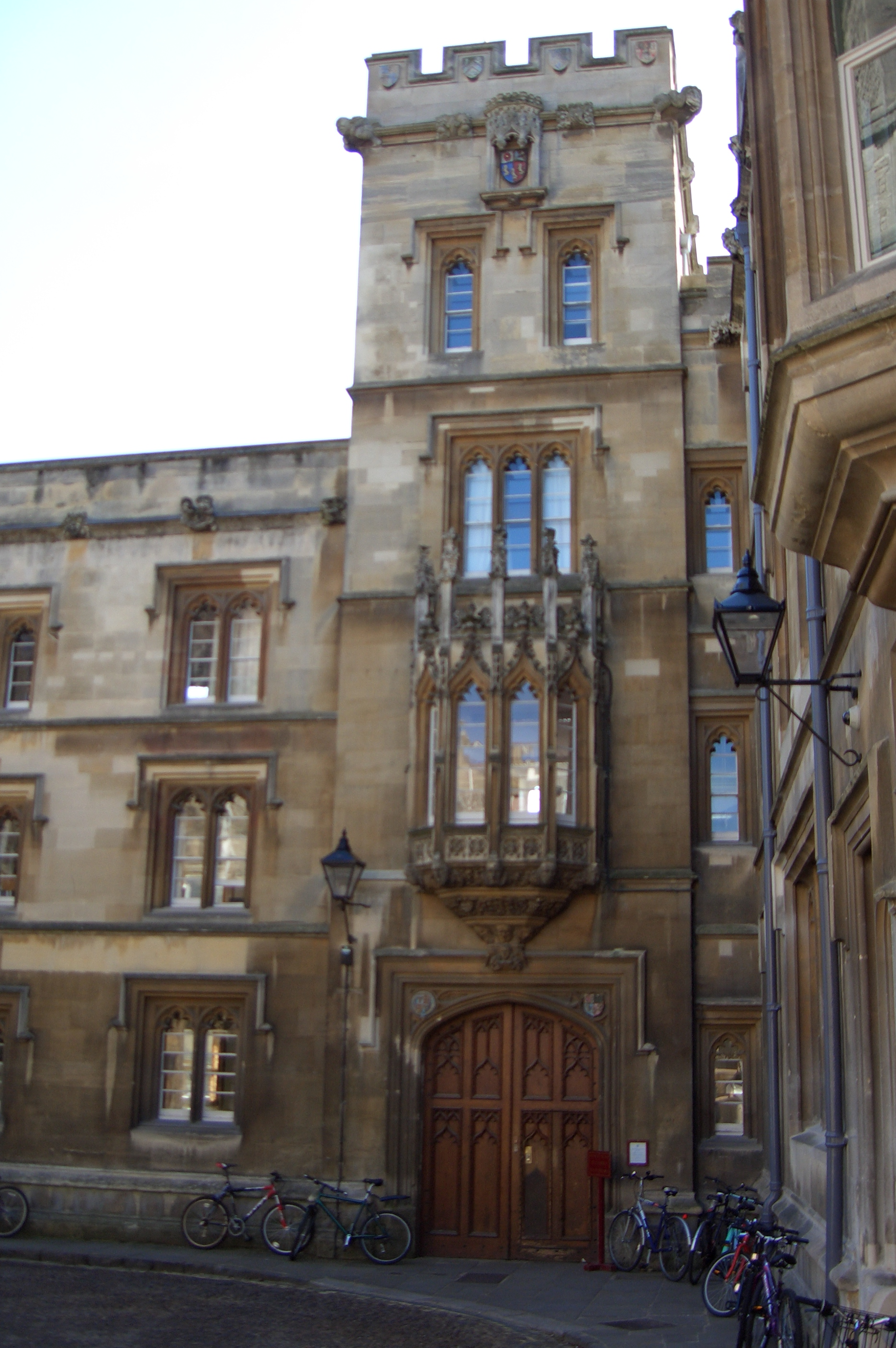
La principale entrata del Pembroke College

Il nome della piazza deriva dal Pembroke College, la cui entrata era all'angolo sud-occidentale della piazza.
Il poeta Samuel Johnson e lo scrittore J.R.R. Tolkien, due studenti del Pembroke College, ebbero delle stanze che si affacciavano sulla piazza.
A nord-ovest della piazza c'era Beef Lane, anche se ora la strada è stata incorporata nelle mura del Pembroke College, per poi essere ribattezzata Cortile Nord.